# Epistrophella euchroma
Epistrophella euchroma là một loài ruồi trong họ Ruồi giả ong (Syrphidae). Loài này được Kowarz mô tả khoa học đầu tiên năm 1885. Epistrophella euchroma phân bố ở vùng Cổ Bắc giới (Đan Mạch)